# Primera División 1989-1990 (Spagna)
La Primera División 1989-1990 è stata la 59ª edizione della massima serie del campionato spagnolo di calcio, disputato tra il 2 settembre 1989 e il 6 maggio 1990 e concluso con la vittoria del Real Madrid, al suo venticinquesimo titolo, il quinto consecutivo.
Capocannoniere del torneo è stato Hugo Sánchez (Real Madrid) con 38 reti.

## Stagione

### Novità
Sulla base del ranking UEFA 1989, la Spagna ottenne un 4º posto disponibile per l'accesso in Coppa UEFA.

## Classifica finale
|       | Pos. | Squadra         | Pt | G  | V  | N  | P  | GF  | GS | DR  |
| ----- | ---- | --------------- | -- | -- | -- | -- | -- | --- | -- | --- |
|       | 1.   | Real Madrid     | 62 | 38 | 26 | 10 | 2  | 107 | 38 | +69 |
|       | 2.   | Valencia        | 53 | 38 | 20 | 13 | 5  | 67  | 42 | +25 |
| [ 2 ] | 3.   | Barcellona      | 51 | 38 | 23 | 5  | 10 | 83  | 39 | +44 |
|       | 4.   | Atlético Madrid | 50 | 38 | 20 | 10 | 8  | 55  | 35 | +20 |
|       | 5.   | Real Sociedad   | 44 | 38 | 15 | 14 | 9  | 43  | 35 | +8  |
|       | 6.   | Siviglia        | 43 | 38 | 18 | 7  | 13 | 64  | 46 | +18 |
|       | 7.   | CD Logroñés     | 41 | 38 | 18 | 5  | 15 | 47  | 51 | -4  |
|       | 8.   | Osasuna         | 40 | 38 | 14 | 12 | 12 | 42  | 42 | 0   |
|       | 9.   | Real Saragozza  | 40 | 38 | 16 | 8  | 14 | 52  | 52 | 0   |
|       | 10.  | Maiorca         | 39 | 38 | 11 | 17 | 10 | 36  | 34 | +2  |
|       | 11.  | Real Oviedo     | 39 | 38 | 12 | 15 | 11 | 41  | 46 | -5  |
|       | 12.  | Athletic Bilbao | 37 | 38 | 11 | 15 | 12 | 37  | 39 | -2  |
|       | 13.  | Sporting Gijón  | 34 | 38 | 12 | 10 | 16 | 37  | 34 | +3  |
|       | 14.  | Castellón       | 32 | 38 | 9  | 14 | 15 | 30  | 48 | -18 |
|       | 15.  | Cadice          | 30 | 38 | 12 | 6  | 20 | 28  | 63 | -35 |
|       | 16.  | Real Valladolid | 30 | 38 | 8  | 14 | 16 | 31  | 41 | -10 |
|       | 17.  | Malaga          | 28 | 38 | 9  | 10 | 19 | 23  | 50 | -27 |
|       | 18.  | Tenerife        | 26 | 38 | 8  | 10 | 20 | 42  | 60 | -18 |
|       | 19.  | Celta Vigo      | 22 | 38 | 5  | 12 | 21 | 24  | 51 | -27 |
|       | 20.  | Rayo Vallecano  | 19 | 38 | 6  | 7  | 25 | 32  | 75 | -43 |

Legenda:
      Campione di Spagna ed ammessa alla Coppa dei Campioni 1990-1991.
      Ammesse alla Coppa delle Coppe 1990-1991.
      Ammesse alla Coppa UEFA 1990-1991.
  Partecipa agli spareggi interdivisionali.
      Retrocesse in Segunda División 1990-1991.
Regolamento:
Due punti a vittoria, uno a pareggio, zero a sconfitta.
In caso di arrivo di due o più squadre a pari punti, la graduatoria verrà stilata secondo la classifica avulsa tra le squadre interessate che prevede, in ordine, i seguenti criteri:
- Punti negli scontri diretti.
- Differenza reti negli scontri diretti.
- Differenza reti generale.
- Reti realizzate in generale.

## Spareggi

### Spareggi interdivisionali
|                     | Risultati     |                     | Luogo e data                          |
| ------------------- | ------------- | ------------------- | ------------------------------------- |
| Español             | 1-0           | Malaga              | Barcellona, 2 giugno 1990             |
| Malaga              | 1-0 (5-6 dtr) | Español             | Malaga, 10 giugno 1990                |
|                     |               |                     |                                       |
| Tenerife            | 0-0           | Deportivo La Coruña | Santa Cruz de Tenerife, 2 giugno 1990 |
| Deportivo La Coruña | 0-1           | Tenerife            | La Coruña, 10 giugno 1990             |
|                     |               |                     |                                       |

## Statistiche

### Squadre

#### Capoliste solitarie
|    | —— | ——  | ——  | —— | ——  | —— | ——          | ——          | ——          | ——          | ——          | ——          | ——          | ——          | ——          | ——          | ——          | ——          | ——          | ——          | ——          | ——          | ——          | ——          | ——          | ——          | ——          | ——          | ——          | ——          | ——          | ——          | ——          | ——          | ——          | ——          | ——          | —— |  |
|    |    | Sev | AtM |    | AtM |    | Real Madrid | Real Madrid | Real Madrid | Real Madrid | Real Madrid | Real Madrid | Real Madrid | Real Madrid | Real Madrid | Real Madrid | Real Madrid | Real Madrid | Real Madrid | Real Madrid | Real Madrid | Real Madrid | Real Madrid | Real Madrid | Real Madrid | Real Madrid | Real Madrid | Real Madrid | Real Madrid | Real Madrid | Real Madrid | Real Madrid | Real Madrid | Real Madrid | Real Madrid | Real Madrid | Real Madrid |    |  |
|    |    |     |     |    |     |    |             |             |             |             |             |             |             |             |             |             |             |             |             |             |             |             |             |             |             |             |             |             |             |             |             |             |             |             |             |             |             |    |  |
|    |    |     |     |    |     |    |             |             |             |             |             |             |             |             |             |             |             |             |             |             |             |             |             |             |             |             |             |             |             |             |             |             |             |             |             |             |             |    |  |
| 1ª | 2ª | 3ª  | 4ª  | 5ª | 6ª  | 7ª | 8ª          | 9ª          | 10ª         | 11ª         | 12ª         | 13ª         | 14ª         | 15ª         | 16ª         | 17ª         | 18ª         | 19ª         | 20ª         | 21ª         | 22ª         | 23ª         | 24ª         | 25ª         | 26ª         | 27ª         | 28ª         | 29ª         | 30ª         | 31ª         | 32ª         | 33ª         | 34ª         | 35ª         | 36ª         | 37ª         | 38ª         |    |  |

#### Primati stagionali
- Maggior numero di vittorie: Real Madrid (26)
- Minor numero di sconfitte: Real Madrid (2)
- Migliore attacco: Real Madrid (107 reti segnate)
- Miglior difesa: Maiorca, Sporting Gijón (34 reti subite)
- Miglior differenza reti: Real Madrid (+69)
- Maggior numero di pareggi: Maiorca (17)
- Minor numero di pareggi: Barcellona (5)
- Maggior numero di sconfitte: Rayo Vallecano (25)
- Minor numero di vittorie: Celta Vigo (5)
- Peggior attacco: Malaga (23 reti segnate)
- Peggior difesa: Rayo Vallecano (75 reti subite)
- Peggior differenza reti: Rayo Vallecano (-43)

### Individuali

#### Classifica marcatori
| Gol |  |  | Giocatore         | Squadra         |
| --- |  |  | ----------------- | --------------- |
| 38  |  |  | Hugo Sánchez      | Real Madrid     |
| 33  |  |  | Anton Polster     | Siviglia        |
| 18  |  |  | Baltazar          | Atlético Madrid |
| 16  |  |  | John Aldridge     | Real Sociedad   |
| 15  |  |  | Miguel Pardeza    | Real Saragozza  |
| 15  |  |  | Julio Salinas     | Barcellona      |
| 14  |  |  | Ronald Koeman     | Barcellona      |
| 14  |  |  | Carlos Muñoz Cobo | Real Oviedo     |
| 14  |  |  | Martín Vázquez    | Real Madrid     |
| 13  |  |  | José Mari Bakero  | Barcellona      |